# Flinck (släkt)
Flinck är en svensk släkt från Skåne som uppges härstamma från en Peter Flinck i Göinge. Bland släktmedlemmarna märks ämbetsmannen Magnus Flinck.
Släkten Flinck var en av få svenska släkter, som trots ofrälse stånd, innehade fideikommiss, vilket annars var ett förordnande förbehållet adeln.